# 对生叶虎耳草
对生叶虎耳草（学名：Saxifraga georgei），为虎耳草科虎耳草属下的一个植物种。